# José María de Labra
José María de Labra y Suazo (La Coruña, 1925-Palma de Mallorca, 18 de octubre de 1994) fue un pintor, escultor y diseñador español, considerado «uno de los renovadores de la abstracción geométrica».

## Biografía
Formado en la Escuela de Bellas Artes de San Fernando de Madrid (1945-1958) durante su último año en la misma formó parte del Grupo Parpalló. Participó con el Equipo 57, Manuel Calvo y el Equipo Córdoba como artista invitado en la primera exposición conjunta de Arte Normativo español (1960); después expuso como miembro del Grupo Parpalló en las dos últimas muestras del colectivo, en el que no se sintió plenamente integrado para poder alejarse del normativismo.
Sus inicios artísticos tuvieron una tendencia figurativa de «línea moderna, esquemática y expresiva» y de temática religiosa. Sin embargo, hacia la mitad de los años 1950 evolucionó hacia la abstracción geométrica y el constructivismo, siendo uno de los primeros artistas españoles que trabajaron en este terreno junto con el Equipo 57. Junto con otros artistas gallegos de su generación, como María Antonia Dans, Mercedes Ruibal, Elena Gago, Victoria de la Fuente, Lago Rivera, Luis Caruncho, Tenreiro y Alejandro González Pascual impulsó la renovación artística de los años cincuenta y sesenta del siglo XX.  Con la nueva orientación, la experimentación a través de la pintura y la escultura, al igual que muchos de sus artistas coetáneos, realizó una búsqueda de nuevos conceptos de espacio y movimiento partiendo de la mezcla de materiales, llegando en los años 1970 al diseño y al interiorismo. La esencia de la geometría en Labra rescataba, en cierta medida, las ideas universales de belleza como medida y como verdad.
En 1953 Labra expuso en la Galería Lino de La Coruña y en 1955 en el Ateneo de Madrid. Un año más tarde, obtuvo el Premio Francesco Perotti a la mejor obra de tema religioso de la XXVIII Bienal de Venecia, la medalla de oro en la Bienal Internacional de Arte Sacro de Salzburgo, el Premio Uruguay en la III Bienal Hispanoamericana en Barcelona o el Gran Premio en el III Festival Internacional de Cagnes-Sur-Mer. Su obra fue expuesta en las galerías más destacadas de su país y de todo el mundo, como en Berlín, Buenos Aires, Copenhague, Nueva York o Tokio. y su obra puede contemplarse en la Colección Afundación, en la Biblioteca Museo Víctor Balaguer o el Museo de Arte Abstracto de Cuenca
En 1989 Martín Alia publicó su tesis doctoral sobre análisis y valoración de la obra de José María de Labra. Durante 2013 el Museo Oteiza le dedicó la exposición Laboratorio de formas: José María de Labra y la galería madrileña José de la Mano organizó una selección de maquetas. El mismo año de su fallecimiento, el catedrático José Manuel García Iglesias publicó el libro De Labra, que fue editado por la Junta de Galicia.